# La terza madre
La terza madre è un film del 2007 diretto da Dario Argento.
Il film, con protagonista Asia Argento, è il capitolo conclusivo della saga de Le tre madri di cui fanno parte Suspiria (1977) e Inferno (1980), ovvero la storia di tre streghe sorelle, madri degli inferi: Mater Suspiriorum, Mater Tenebrarum e Mater Lacrimarum. Il tema finale della trilogia riguarda la battaglia personale di Sarah Mandy contro l'ultima delle tre streghe, Mater Lacrimarum.

## Trama
Sarah Mandy è una giovane archeologa americana, venuta a studiare a Roma per passare un esame. Sarah ha perso i genitori all'età di 5 anni, morti apparentemente in un incidente stradale. Giselle la convoca per informarla del ritrovamento di un'urna al cimitero di Viterbo e che l'urna è stata spedita proprio al museo. Sarah e Giselle decidono di aprirla in assenza del direttore del museo Michael Pierce.
All'apertura dell'urna, Giselle viene sventrata da tre figure deformi e strangolata con le sue stesse budella. Sarah, inseguita da una scimmia, tenta di fuggire ma le porte sono chiuse a chiave e la ragazza sembra non avere speranze, ma all'improvviso una voce misteriosa ordina a Sarah di fuggire e le porte si spalancano da sole.
La polizia giunge sul posto, guidata dal detective Enzo Marchi che interroga la donna. Naturalmente la polizia non crede alle parole della donna e gli investigatori decidono di pedinarla ovunque vada. Nel frattempo Sarah ritorna a casa con Michael, col quale è fidanzata, e lì ha un incubo atroce: la ragazza vede una donna pronunciare strane parole in latino e poi la città impazzisce. La donna si sveglia in preda al panico. Scoprirà che il figlio di Michael, il piccolo Paul, è stato rapito e i rapitori hanno lasciato una scritta di sangue e dei segni, gli stessi segni presenti sull'urna. A questo punto Sarah capisce di essere vittima di una setta demoniaca. Nel frattempo Michael va a Monteleone per parlare con Padre Johannes, un importante esorcista. Sarah vuole raggiungerlo anche perché capisce che Michael è in pericolo: alla stazione di Roma Termini viene pedinata dalla polizia e da Katerina, una giovane strega giapponese che tenta di ucciderla. Di nuovo la misteriosa voce sembra guidare Sarah e la donna si salva, dopo essere sfuggita alla polizia, grazie all'invisibilità garantitale da una misteriosa entità; nel treno Katerina uccide un uomo e tenta di uccidere Sarah, ma Sarah riesce a difendersi e a ucciderla.
La polizia si fa una strana idea di tutto ciò: Sarah ha ucciso l'uomo e Katherina perché avevano visto tutto. Arrivata a Monteleone la donna bussa e ad aprirle è una giovane, Valeria. Lì incontra Marta Colussi, una sensitiva che le rivelerà che sua madre Elisa è morta assassinata e che adesso lei è l'unica in grado di uccidere Mater Lacrimarum perché ha delle doti potentissime.
Mentre imperversa il terrore nella città di Roma, con streghe che festeggiano giunte da tutto il mondo, Mater Lacrimarum si nasconde nelle fondamenta del suo Palazzo Varelli, preparando la sua vittoria. Verrà sconfitta nello stesso modo in cui lo sono state le sue sorelle: Sarah Mandy scopre il covo sotterraneo della strega e brucia la tunica rossa che lei indossa, causando il crollo del Palazzo. Mater Lacrimarum viene uccisa da uno degli obelischi che ornano il tetto che cadendo, a causa del crollo, perfora il tetto della cripta sotterranea infilzandola.

## Produzione

### Pre-produzione
Il progetto di questo film risale agli anni settanta, quando Dario Argento decise di realizzare la trilogia delle Tre Madri. L'ispirazione arrivò quando il regista lesse una frase del libro Suspiria De Profundis di Thomas De Quincey nella quale l'autore dichiara di voler scrivere un libro sulla storia delle tre madri degli inferi: Mater Suspiriorum, Mater Lacrimarum e Mater Tenebrarum. I primi due capitoli sono stati realizzati a distanza di pochi anni l'uno dall'altro tuttavia, a causa della decisione di Argento di dedicarsi ad altri film, il terzo lavoro ha dovuto attendere vari decenni prima di essere realizzato.
Una prima sceneggiatura relativa al capitolo finale della trilogia era stata scritta da Argento con l'allora moglie Daria Nicolodi. Tale sceneggiatura non è stata tuttavia utilizzata per il film, come rivela l'assenza di Nicolodi fra gli sceneggiatori dell'opera. Una seconda sceneggiatura è stata scritta nel 2003 dallo stesso Argento, il quale decise di trattare temi come il misticismo, l'alchimia, lo gnosticismo e il terrorismo, con particolare riferimento a pratiche un tempo perseguitate dalla chiesa. Al tempo, dopo aver annunciato l'imminente realizzazione del film, Argento rivelò che l'opera avrebbe incluso delle scene ambientate nella Roma medievale in cui sarebbe apparsa l'antagonista del film Mater Lacrimarum. Tale parte è stata poi tagliata nella sceneggiatura finale.
La sceneggiatura del film è stata tuttavia completata soltanto nel 2006, dopo che Argento ha affrontato un viaggio nell'Europa del Nord al fine di trarre ispirazione per alcune delle tematiche da trattare nell'opera. Le riprese sono iniziate nel settembre 2006 dopo un lungo casting e la stipulazione di un accordo di distribuzione con Medusa Film. Alcune scene del film sono state girate nell'Abbazia di Sant'Antonio di Ranverso a Buttigliera Alta e a Villa Imperiali Becker sulla collina Torinese.

### Colonna sonora
La colonna sonora del film è stata realizzata da Claudio Simonetti. Simonetti, da solo o come membro dei Goblin, ha composto le musiche di molti altri film di Argento, come ad esempio Profondo rosso, Tenebre, Phenomena e Opera. Inoltre è Simonetti che nel 1977 con i Goblin ha composto la colonna sonora di Suspiria, la prima pellicola della trilogia che ha il suo epilogo proprio ne La terza madre. Il brano che accompagna i titoli di coda si intitola Mater Lacrimarum ed è stato scritto in collaborazione con Dani Filth, leader del gruppo symphonic black metal Cradle of Filth, che ha prestato voce e liriche alla canzone.

## Distribuzione
Prima di venire distribuito a livello cinematografico, il film è stato presentato in maniera parziale durante un evento organizzato dal magazine Fangoria e durante il Festival di Cannes: sebbene l'opera non fosse ancora completata, Argento ha mostrato delle brevi anteprime del film ai presenti. Il teaser trailer de La terza madre è stato distribuito in testa al film Grindhouse - A prova di morte di Quentin Tarantino per il solo mercato italiano. Il film è stato pubblicato nei cinema europei a partire dall'autunno 2007, mentre in USA è stato distribuito in maniera limitata soltanto nel 2008.

## Accoglienza

### Incassi

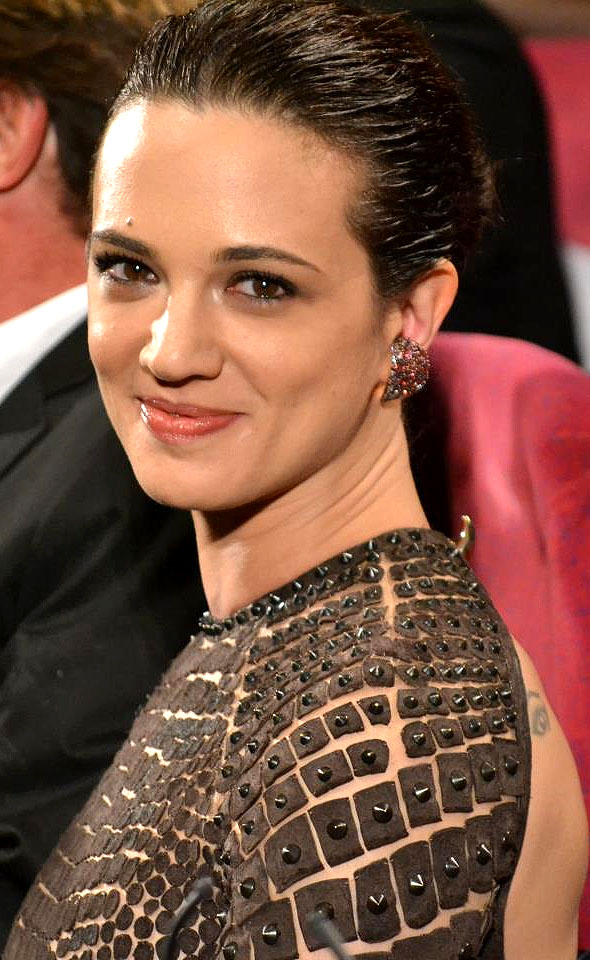
Asia Argento interpreta Sarah Mandy

Il film non ha ottenuto il successo di pubblico sperato, guadagnando in tutto 2077000 € nel mercato italiano, incasso di molto inferiore alle aspettative; la pellicola è stata l'82º maggior incasso della stagione cinematografica 2007-2008.

### Critica
Alcuni critici lo hanno considerato una conclusione deludente per la trilogia delle tre madri. Pino Farinotti scrive lapidariamente sul suo dizionario, dando una stella al film: «Argento chiude la trilogia iniziata con Suspiria ed Inferno a quasi trent'anni di distanza dai capitoli precedenti: conclusione deludente». Secondo l'aggregatore di recensioni Rotten Tomatoes, il film ha ottenuto un indice di gradimento del 49% e un voto di 5,3 su 10 sulla base di 73 recensioni. Su Metacritic il film ha invece ottenuto un voto di 52 su 100 sulla base di 18 recensioni.

## Riconoscimenti
- 2008 - David di Donatello
  - Candidatura al premio per i migliori effetti speciali